# Setge de Pera
La batalla del Bòsfor, lluitada el 13 de febrer de 1352 fou una de les batalles de la guerra veneciano-genovesa.

## Antecedents
Després que Miquel VIII Paleòleg garantís l'accés al mar Negre en 1261 a la República de Gènova, aquests van establir colònies a Pera i Caffa.
Des de 1348 la República de Gènova estava en guerra amb l'emperador romà d'Orient Joan VI Cantacuzè a Gàlata i Quios, i el 1350 es va trobar en guerra amb la República de Venècia, que tracten d'eliminar l'activitat mercantil de Gènova a la Mediterrània oriental. Com Gènova havia ajudat els adversaris de la Corona d'Aragó a Sardenya, Pere el Cerimoniós va entrar a la guerra del costat de Venècia i de l'Imperi Romà d'Orient. Gènova es va veure forçada a una aliança amb l'Imperi Otomà i fins i tot van assaltar Constantinoble. L'armada de l'aliança derrotà als genovesos el 13 de febrer de 1352 però l'almirall català morí a causa de les ferides. Només deu de les galeres catalanes tornaren a Catalunya, a més, l'atac va provovar un canvi d'aliances de l'emperador Joan VI Cantacuzè donant el monopoli dels ports orientals.

## El setge
En resposta al canvi d'aliances de l'emperador Joan VI Cantacuzè, el venecià Nicolau Pisani va atacar Pera infructuosament.